# Zenarchopterus quadrimaculatus
Zenarchopterus quadrimaculatus är en fiskart som beskrevs av Mohr 1926. Zenarchopterus quadrimaculatus ingår i släktet Zenarchopterus och familjen Hemiramphidae. Inga underarter finns listade i Catalogue of Life.